# Архиповка (Приморский край)
Архи́повка — село в Чугуевском районе Приморского края.

## География
Расположено на левом берегу реки Уссури ниже впадения слева малой реки Поперечка.
От Архиповки к районному центру Чугуевка идёт автодорога (через Верхнюю Бреевку, Извилинку, Булыга-Фадеево и Соколовку).
Расстояние до Чугуевки около 59 километров.
Вверх по Уссури от Архиповки находятся сёла Тополёвый и Ясное.

## Население
| 1915 | 2002 | 2006 | 2010 |
| ---- | ---- | ---- | ---- |
| 128  | ↗270 | ↘268 | ↘202 |

## Улицы
В селе имеются три улицы: Новая, Совхозная и Центральная.

## Экономика
- Предприятия по заготовке леса.
- Жители занимаются сельским хозяйством.